# Iglesia de Nuestra Señora de Copacabana
La iglesia de Nuestra Señora de Copacabana es un templo de culto católico ubicada en el tradicional distrito del Rímac, en el centro histórico de Lima.

## Historia
Sus primeros vestigios se remontan a los años finales del siglo XVI. En ese entonces la imagen de la Virgen María ya era venerada por los pobladores del barrio, entonces de San Lázaro. Entre 1617 y 1629 se establece una ermita con planta rectangular con capillas hornacinas. A mediados de siglo, el ensamblador Asensio de Salas diseña y construye una fachada barroca con entablamentos destacados. Esa devoción se debe a la temprana expansión de la devoción a la imagen que se venera en Copacabana, ciudad boliviana que está a orillas del Lago Titicaca.
El sismo de 1687 afecta seriamente la estructura y el terremoto de 1687 la destruye. En el mismo lugar, el virrey manda a construir un templo, con lo cual se amplía la veneración de la Virgen de Copacabana.
El terremoto de 1746 deja de nuevo en ruinas el edificio. Con ayuda de las rentas de la cofradía y de los devotos se construye el actual templo, que incluyó la construcción de dos torres campanario. A su vez, se le da forma de cruz latina de brazos cortos al cuerpo de la iglesia y se le agrega un camarín detrás del muro testero.

### Restauración
En 2020 la Municipalidad Metropolitana de Lima restauró la portada de la Iglesia. La restauración develó una inscripción en latín que dice que la portada fue diseñada por el ensamblador Asensio de Salas (Alonso de Cortinas me fecit año de 1657), quien subcontrató al cantero Alonso de Cortinas para el tallado de la piedra.